# Saint-Marc-sur-Seine
Saint-Marc-sur-Seine is een gemeente in het Franse departement Côte-d'Or (regio Bourgogne-Franche-Comté) en telt 130 inwoners (2004). De plaats maakt deel uit van het arrondissement Montbard.

## Geografie
De oppervlakte van Saint-Marc-sur-Seine bedraagt 8,4 km², de bevolkingsdichtheid is 15,5 inwoners per km².
De onderstaande kaart toont de ligging van Saint-Marc-sur-Seine met de belangrijkste infrastructuur en aangrenzende gemeenten.

## Demografie
Onderstaande figuur toont het verloop van het inwonertal (bron: INSEE-tellingen).